# Diecezja Miri
Diecezja Miri – rzymskokatolicka diecezja w Malezji. Powstała w 1959 jako wikariat apostolski. Diecezja od 1976.

## Biskupi
- Anthony Denis Galvin, M.H.M. † (1960 − 1976)
- Anthony Lee Kok Hin (1977 − 2013)
- Richard Ng (od 2013)